# Vicente Gimeno Rodríguez Jaen
Vicente Gimeno Rodríguez Jaen (València, 1878 - Lloret de Mar, 1944) fou un metge i polític valencià, diputat a les Corts Espanyoles durant la restauració borbònica.

## Biografia
Era fill d'Amalio Gimeno Cabañas, diputat i ministre. Estudià medicina a la Universitat de Madrid i en fou catedràtic auxiliar de dermatologia. També treballà com a professor a la Universitat de Barcelona i com a auxiliar als hospitals de París i Londres.
Fou membre de la fracció romanonista del Partit Liberal, amb el que fou elegit diputat pel districte de Llíria a les eleccions generals espanyoles de 1910 i per Sagunt a les de 1914, 1916 i 1918. El 1923 fou senador per la província de Granada i governador civil de Sevilla. El mateix any va ingressar a la Reial Acadèmia Nacional de Medicina.